# Sladkaja ženščina
Sladkaja ženščina (Сладкая женщина) è un film del 1976 diretto da Vladimir Aleksandrovič Fetin.

## Trama
La storia della vita di Anja, un'impiegata della fabbrica di caramelle. Cresciuta in campagna, ha sempre mantenuto un linguaggio comune, facilità di trattare con le persone, una certa ingenuità e un'insaziabile sete di essere felice - di avere molte cose meravigliose e costose.